# Потир

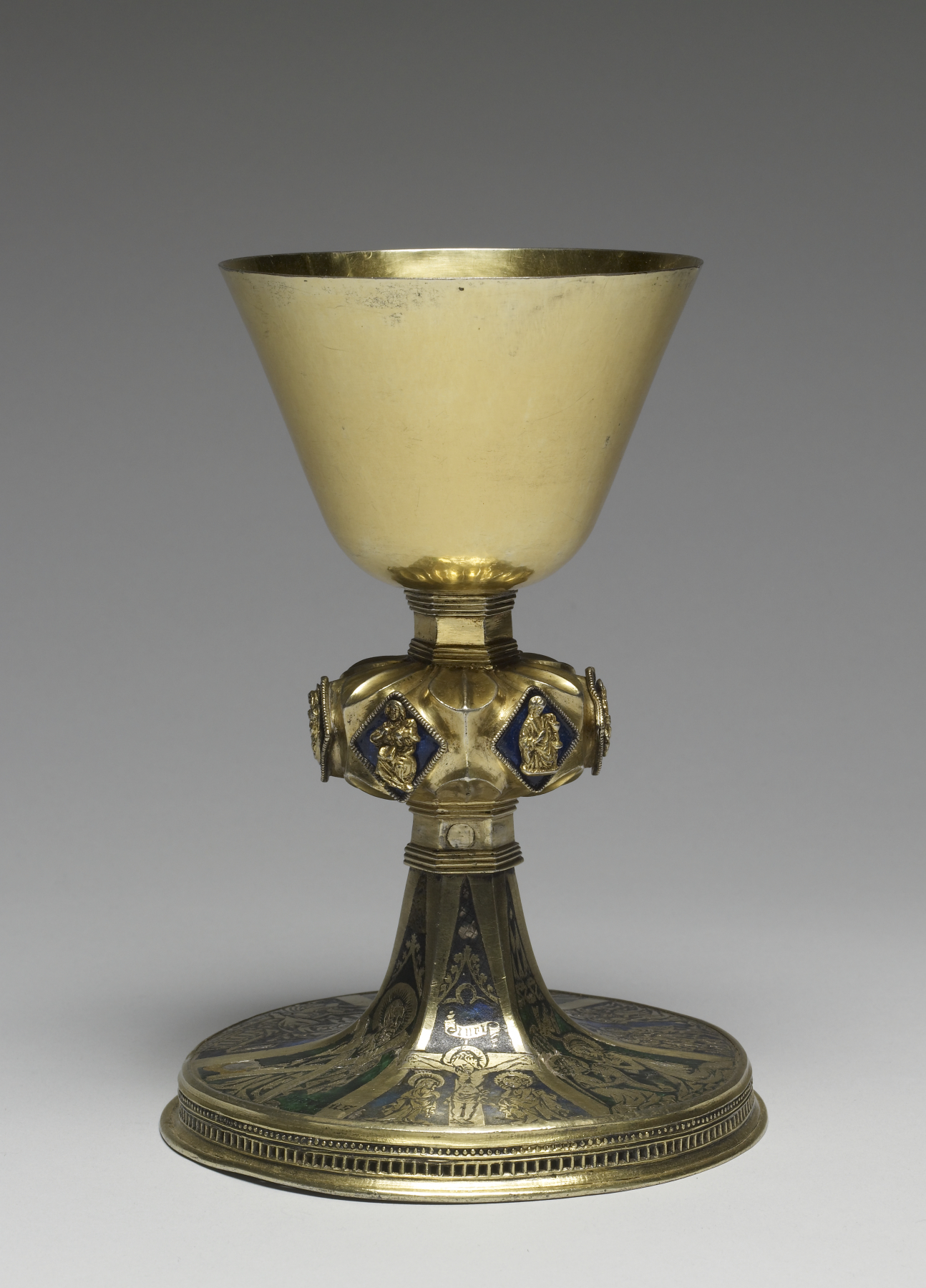
Німецький потир (XIV ст.)

Поти́р (від грец. ποτήρ — «чаша», «кубок»), ча́ша, євхаристійна чаша (лат. calix < грец. κύλιξ) — у християнстві літургійна чаша для освячення вина і прийняття причастя. Відомі з ІІ ст. Виготовляють потири із золота, срібла, бронзи, дерева тощо. Прикрашають коштовним камінням, зображеннями святих і орнаментом у техніці карбування, гравіювання, лиття.
У потирі під час Літургії (або меси) знаходиться вино, яке переосутнюється у Кров Христову. У грецькому обряді після причащення священнослужителів у потир опускають частинки Агнця для причащання мирян.

## Малий потир
Окрім великого потира, вживаного на богослужіннях, у церкві є і малий потир, який використовують разом з дароносицею для причащання на дому хворих.

## Символізм
Символізує чашу, з якої пив Ісус на Тайній вечері, так і Приснодіву Марію, у череві якої утворилося людське єство Христа, Тіло й Кров якого він велів дати у їжу всім, хто вірує у Нього. Священна посудина (стамна) уживалася ще у Ветхозаповітному Храмі — Скинії Мойсея, там зберегалася манна, яка, за Письмом, була дана Богом людям у пустелі. Тому у церковних співах Мати Божа часто йменується «Стамною, яка носить у собі манну», тобто Ісуса Христа — істинне їство та питво.
У католицькій традиції тривалий час існувала практика причащання мирян «під одним видом», тобто одним Тілом без Крові. Священнослужителі приймали гостію разом з вином, миряни — тільки гостію (цей звичай зберігається досі в деяких церковних громадах). У Чехії XV ст. помірковане крило гуситського руху було відоме як «чашники»: одною з їх вимог був дозвіл простим вірянам приймати причастя «під двома видами», тобто разом з вином у потирі.

## Галерея

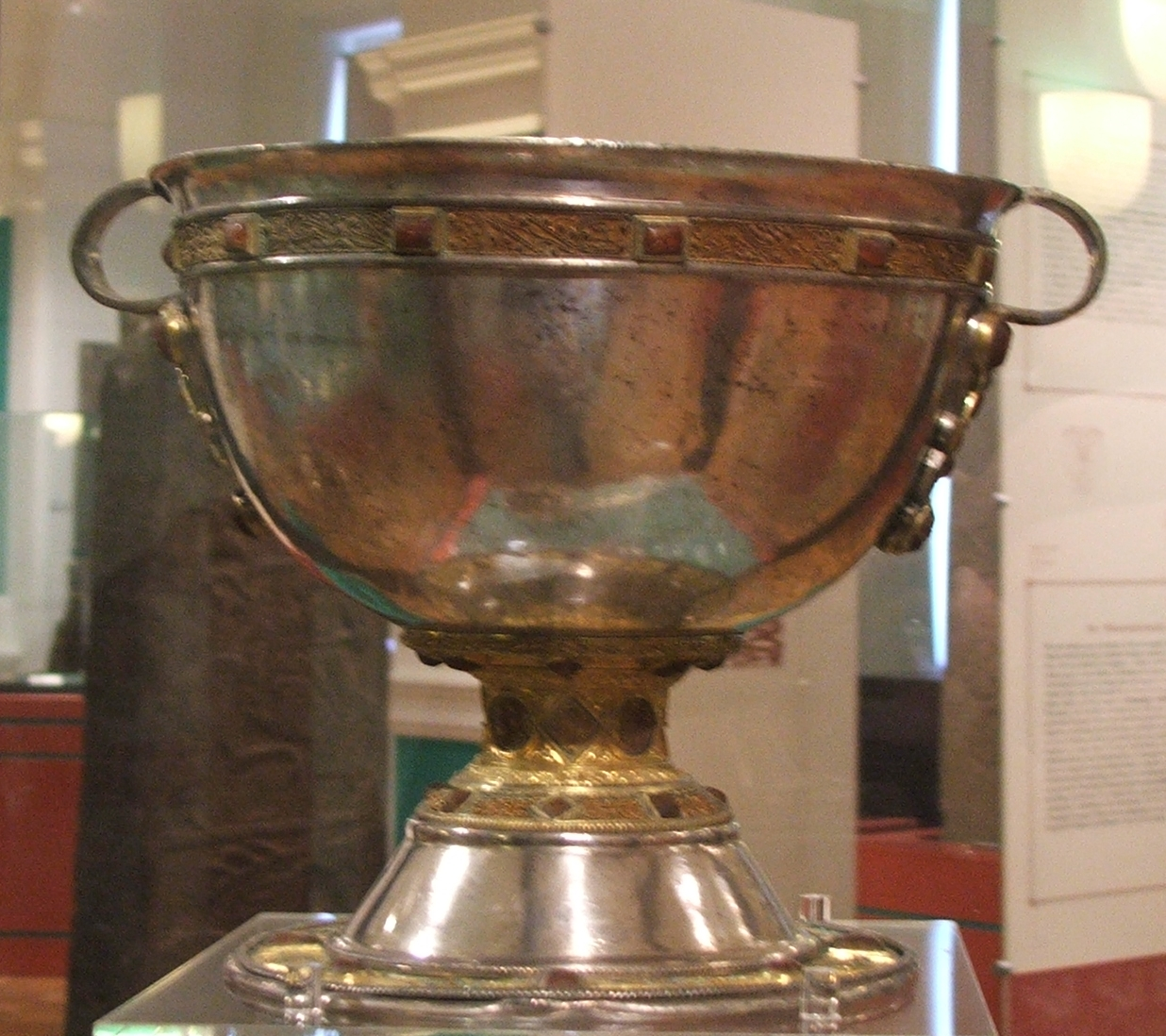
Ірландський потир. IX-X ст.
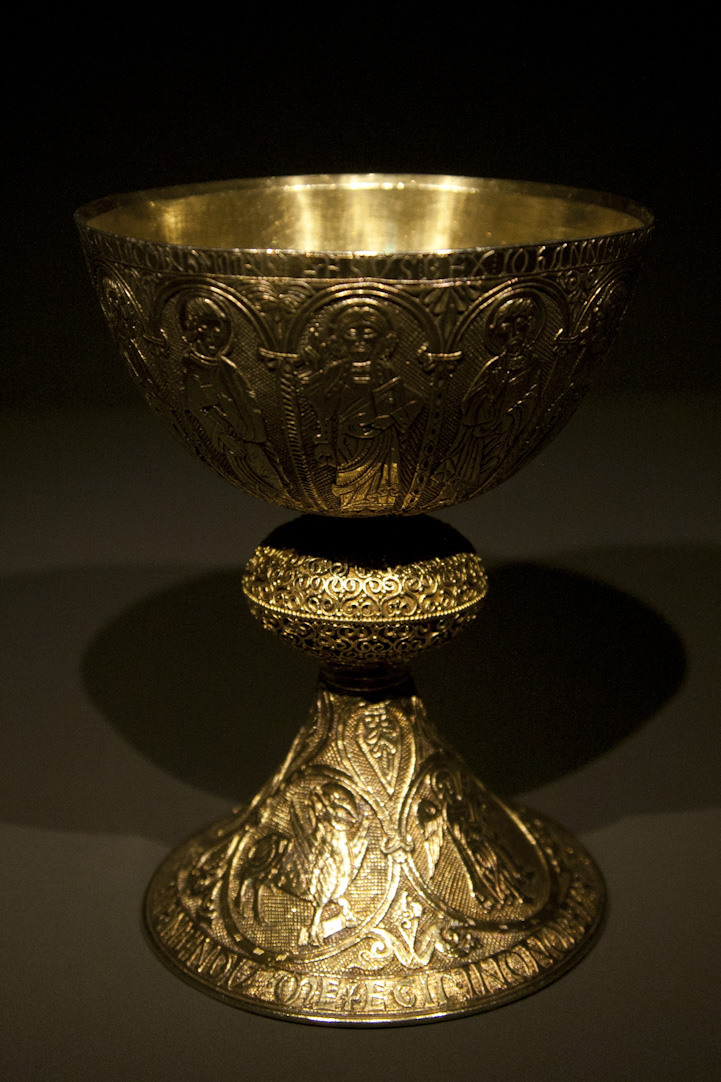
ХІІ ст., Португалія
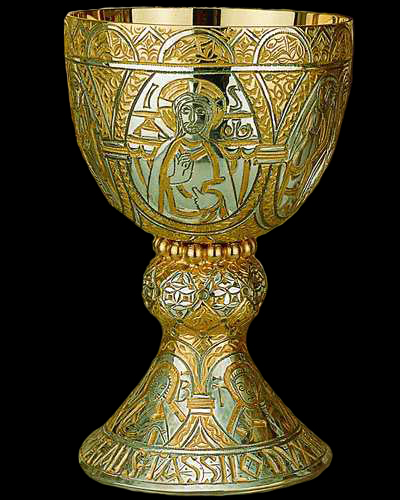
Чаша св. Тассілона
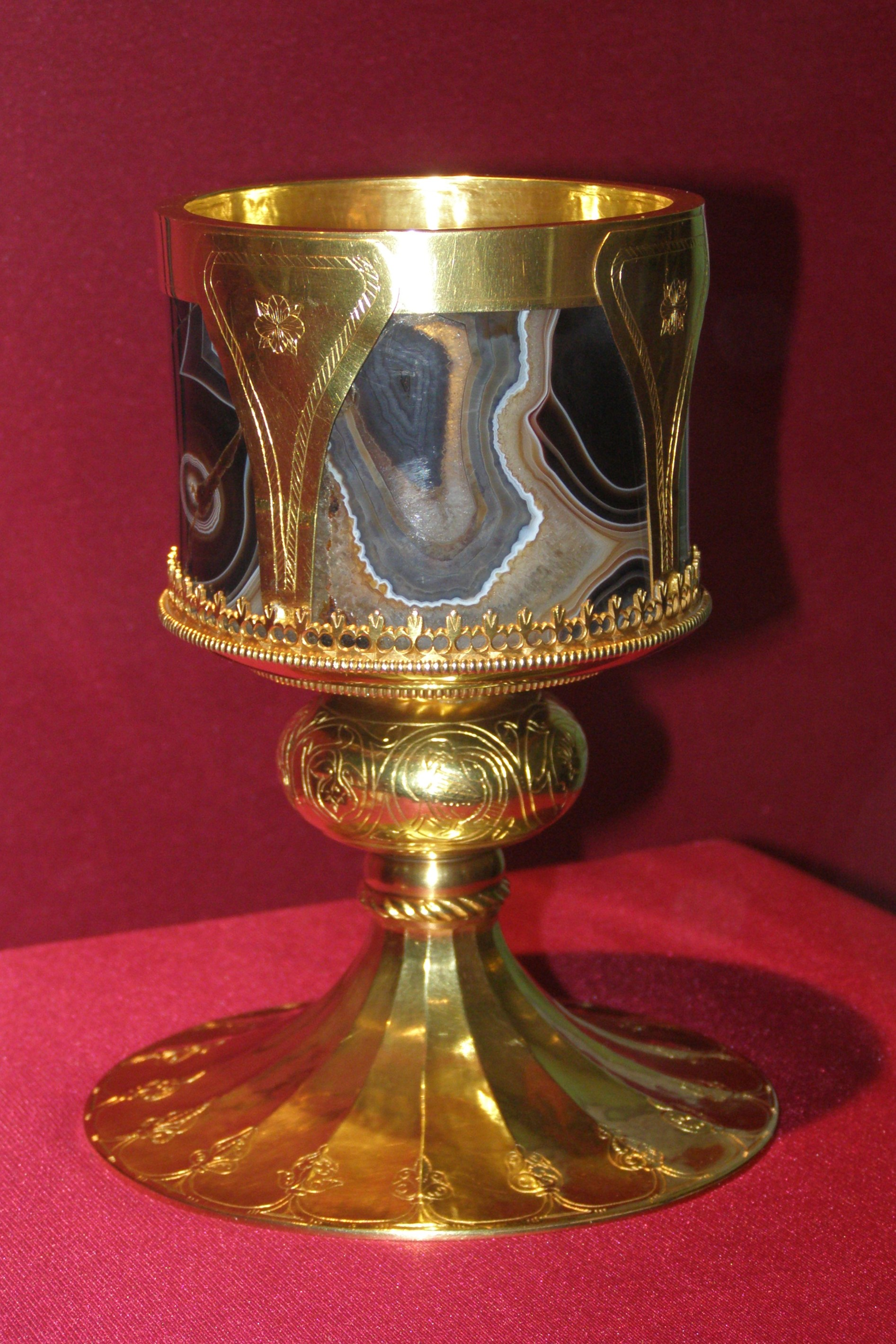
Чаша св. Войцеха
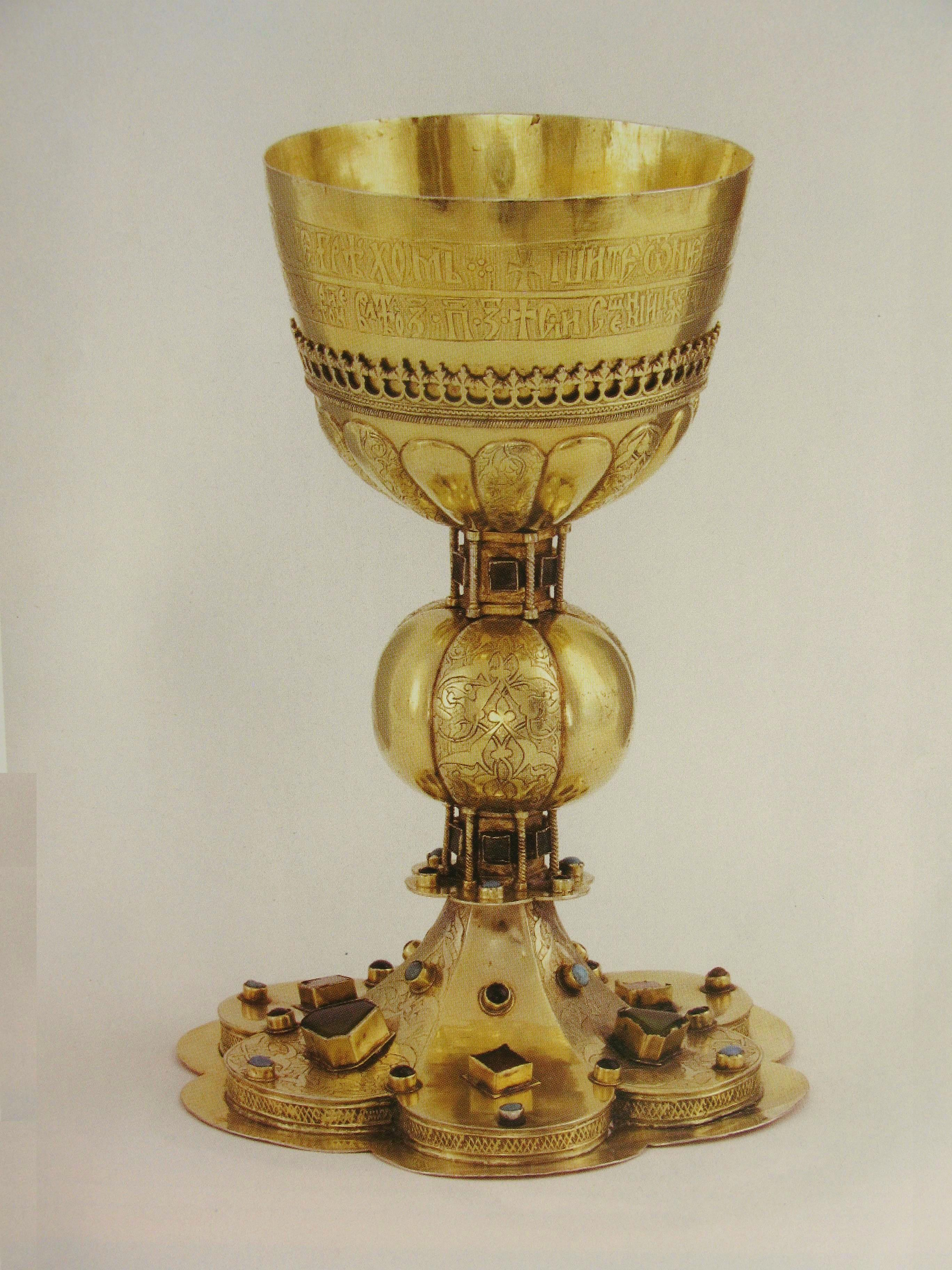
XVII ст., Сербія
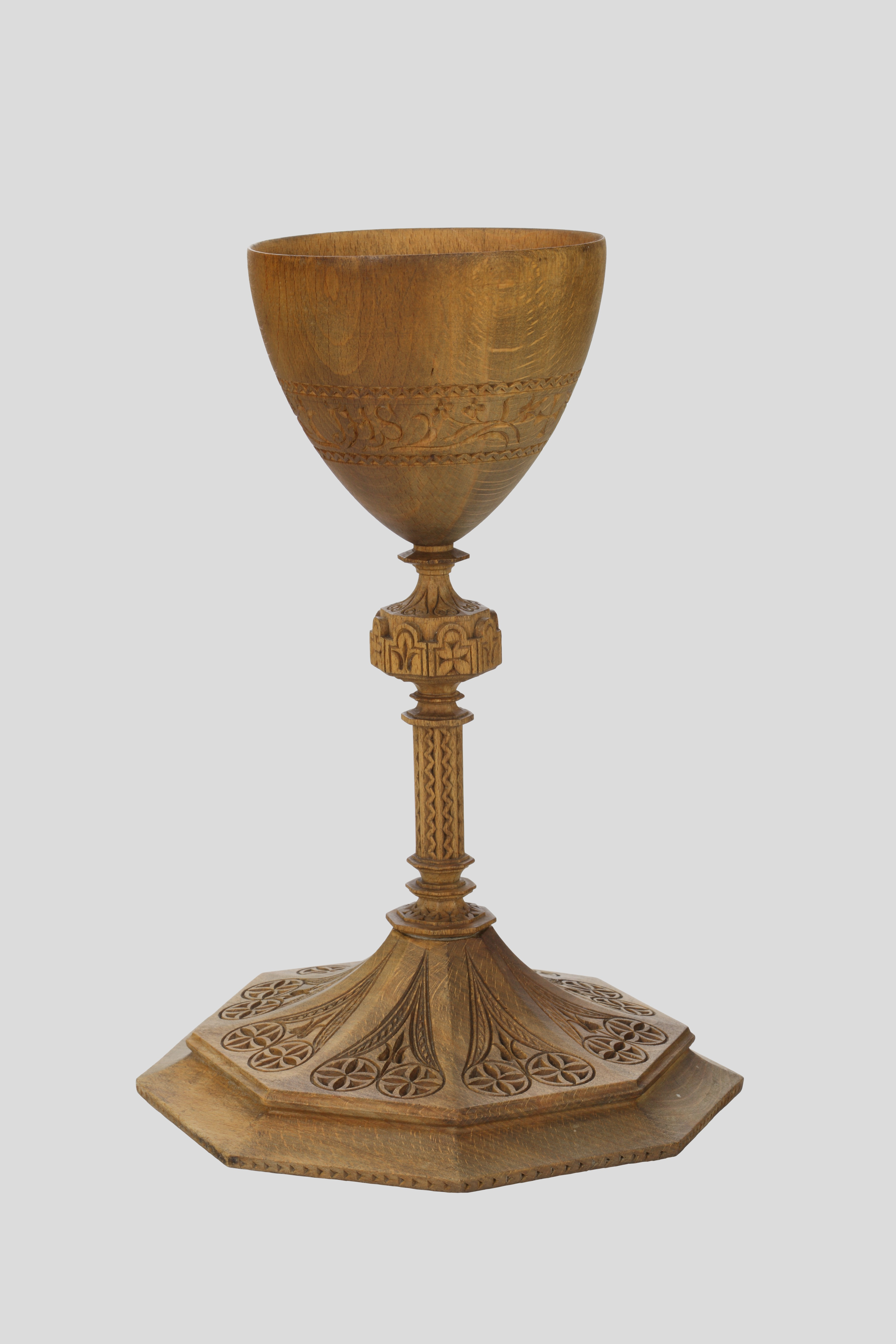
XIX ст., Польща